# Первенцев, Евгений Иванович
Евгений Иванович Первенцев (22 июня 1926, Вытегорский уезд, Ленинградская губерния — 14 декабря 2023) — советский деятель органов госбезопасности, генерал-майор. Член ВКП(б) с 1950 года; делегат XXV съезда КПСС. Депутат Совета Национальностей Верховного Совета СССР 10-11 созывов (1979—1989) от Горно-Бадахшанской автономной области. Депутат Верховного Совета Якутской АССР.

## Биография
Евгений Иванович Первенцев родился 22 июня 1926 года в деревне Ермаково Вытегорского уезда в семье учителя. Детство его прошло в Медвежьегорске (Карело-Финская ССР), где в 1940 году окончил 7 классов средней школы. С 1940 года жил в Ленинграде, учился в 10-летней средней школе.
С августа по октябрь 1941 года служил в истребительном батальоне Ленинградского фронта, затем был эвакуирован в Омскую область. С июня 1943 года работал воспитателем детского дома № 3 в селе Старо-Рямово.
В ноябре 1943 года был призван в РККА, курсант отдельной снайперской роты 123-го учебного стрелкового полка 3-й отдельной учебной бригады (Ялуторовск Тюменской области). В апреле 1944 года был направлен в действующую армию, однако эшелон был разбомблен немецкой авиацией в районе Орла, и часть была отведена на переформирование. С мая 1944 года — курсант 1-го Омского Краснознаменного пехотного училища им. М. В. Фрунзе. Демобилизован в декабре 1945 года. Вернулся в Старо-Рямово, работал воспитателем в детском доме № 3, с июля 1946 — учителем в неполной средней школе. В 1947 году заочно окончил 3 курса Ишимского педагогического училища.
В августе 1946 года перешёл на комсомольскую работу и переехал на Украину: комсорг ЦК ВЛКСМ ремесленного училища № 6 (Одесса), с сентября 1947 — Измаильской областной школы механизации сельского хозяйства, с декабря 1947 — секретарь Арцизского райкома ЛКСМ Украины, с декабря 1949 — инструктор отдела агитации и пропаганды Измаильского обкома ЛКСМ Украины.
С 1950 года — в органах госбезопасности, с сентября учился в школе МГБ № 302 (Львов). По окончании учёбы с сентября 1951 года служил в 5-м Управлении МГБ СССР (оперуполномоченный 5-го отдела, с января 1952 — 4-го отдела, с июня 1952 — 3-го отдела; с марта 1953 — старший оперуполномоченный 2-го отдела).
С мая 1953 года, после реформирования МГБ СССР, находился в распоряжении Управления МВД по Московской области. В июне 1953 года назначен старшим оперуполномоченным 2-го отделения 5-го отдела Управления МВД по Ленинградской области, в ноябре 1953 — оперуполномоченным 3-го отделения 2-го отдела 5-го Управления МВД СССР.
С апреля 1954 года служил в КГБ при СМ СССР: оперуполномоченный, с марта 1956 — старший оперуполномоченный в 5-м Управлении, с февраля 1960 — во 2-м Главном управлении; с августа 1962 — начальник 4-го отделения 10-го отдела 2-го Главного управления. В 1960 году заочно окончил Высшую партийную школу при ЦК КПСС.
С 17 октября 1964 по октябрь 1970 года — председатель КГБ при Совете Министров Якутской АССР.
С января 1971 года — в 6-м отделе 2-го Главного управления КГБ при СМ СССР: заместитель начальника, с июля 1973 — начальник отдела.
С 15 октября 1975 по 17 января 1985 года — председатель КГБ при СМ Таджикской ССР, генерал-майор (1976). Избирался членом бюро ЦК Компартии Таджикистана.
С марта 1985 года работал старшим экспертом Госкомитета СССР по внешнеэкономическим связям. В ноябре 1986 года уволен в отставку по возрасту.
Жил в Москве. Член Ассоциации ветеранов контрразведки (РОО «Веткой») и РОО «Якутское землячество».
В 2017 году выпустил книгу «Этапы жизни. О времени и о себе».
Скончался 14 декабря 2023 года на 98-м году жизни.

## Награды
- орден Октябрьской Революции (1980);
- два ордена Трудового Красного Знамени (1967, 1977);
- медали, в том числе:
  - «За победу над Германией»;
  - «За оборону Ленинграда»;
  - «За отличие в охране государственной границы СССР»;
  - «За боевое содружество»
- нагрудный знак «Почётный сотрудник госбезопасности» (1970);
- награды Республики Саха (Якутия):
  - Грамота Президента Республики Саха (Якутия) с вручением именных золотых часов
  - знак отличия «Гражданская доблесть» (Республика Саха-Якутия, 2006);
  - юбилейный знак «375 лет Якутия с Россией»;
  - юбилейный знак «380 лет Якутия с Россией»;
  - юбилейный знак «Участнику Великой Отечественной войны 1941—1945 гг.»;
- нагрудный знак «Строитель Вилюйской ГЭС»;
- орден Красного Знамени (ДРА, 1989);
- Заслуженный работник культуры Таджикистана.

## Комментарии
1. ↑  Деревня Емакова (Ермакова) находилась при реке Кеме[3] в 103 верстах от Вытегры и относилась к Чернослободскому обществу Чернослободской волости 3-го стана Вытегорского уезда[4]; не сохранилась, ныне — урочище на территории сельского поселения Кемское в Вытегорском районе, Вологодская область[5].
2. ↑  Ныне — в Бердюжском районе Тюменской области.